# سسک بیشه پهلوقهوه‌ای
سسک بیشه پهلوقهوه‌ای (نام علمی: Cettia fortipes) نام یک گونه از سرده سسک‌های بیشه نمادین است.